# Otto Erich Deutsch
Otto Erich Deutsch (Viena, 5 de setembre de 1883 – Baden, Àustria, 23 de novembre 1967) fou un musicòleg austríac. És conegut per haver compilat el primer catàleg complet de les composicions de Franz Schubert, el denominat Catàleg Deutsch, el 1951 en anglès, amb una edició revisada, en alemany, el 1978. D'aquest catàleg seu es deriven els números D que s'usen per identificar les obres de Franz Schubert.
Deutsch va néixer a Viena.
Després d'estudiar història de l'art i literatura a Viena i a Graz, va ser professor al Departament d'Història de l'Art de la Universitat de Viena. Es va especialitzar en el període Biedermeier, cosa que el va portar a interessar-se per Schubert, qui va viure durant aquella època cultural. La Primera Guerra Mundial, en la qual va servir l'exèrcit austríac, va interrompre la seva carrera acadèmica. Després de la guerra, Deutsch va treballar un temps venent llibres i també va passar ainteressar-se per la musicologia històrica, acabant com a bibliotecari en els arxius d'Anthony van Hoboken, el catalogador de les obres de Haydn. El 1938, quan l'Alemanya Nazi va prendre el poder a Austria, com tenia orígens jueus, va emigrar a Cambridge, Anglaterra, del 1939 al 1951, retornant a Viena després de la guerra.
Deutsch va ser molt amic del teòric de la música Heinrich Schenker. El 1959 se li va concedir la Creu d'Honor d'Àustria per a les Ciències i les Arts, de 1a Classe. Deutsch va morir a Baden bei Wien i està enterrat en el Cementiri Central de Viena (grup 40, no. 12).

## Obres
- Deutsch, Otto Erich. Mozart: A Documentary Biography (en anglès).  Stanford University Press, 1965, p. 692. «És la traducció, en gran part deguda a Eric Blom, de l'original d'O. E. Deutsch en alemany»
- Deutsch, Otto Erich. Franz Schubert, thematisches Verzeichnis seiner Werke in chronologischer Folge (en alemany).  Bärenreiter, 1978. ISBN 978-3-7618-0571-8.